# Centrale solaire Mohammed ben Rashid Al-Maktoum
La centrale solaire Mohammed ben Rachid Al Maktoum est une centrale électrique solaire de 2013, à Dubaï (émirat) des Émirats arabes unis au Moyen-Orient dans le Golfe Persique. Baptisée du nom de l'Émir de Dubaï Mohammed ben Rachid Al Maktoum, elle sera avec une puissance de 5 gigawatt en fin de construction en 2030, la centrale solaire la plus puissante du monde, au prix du kilowatt-heure le moins cher du monde,.

## Historique

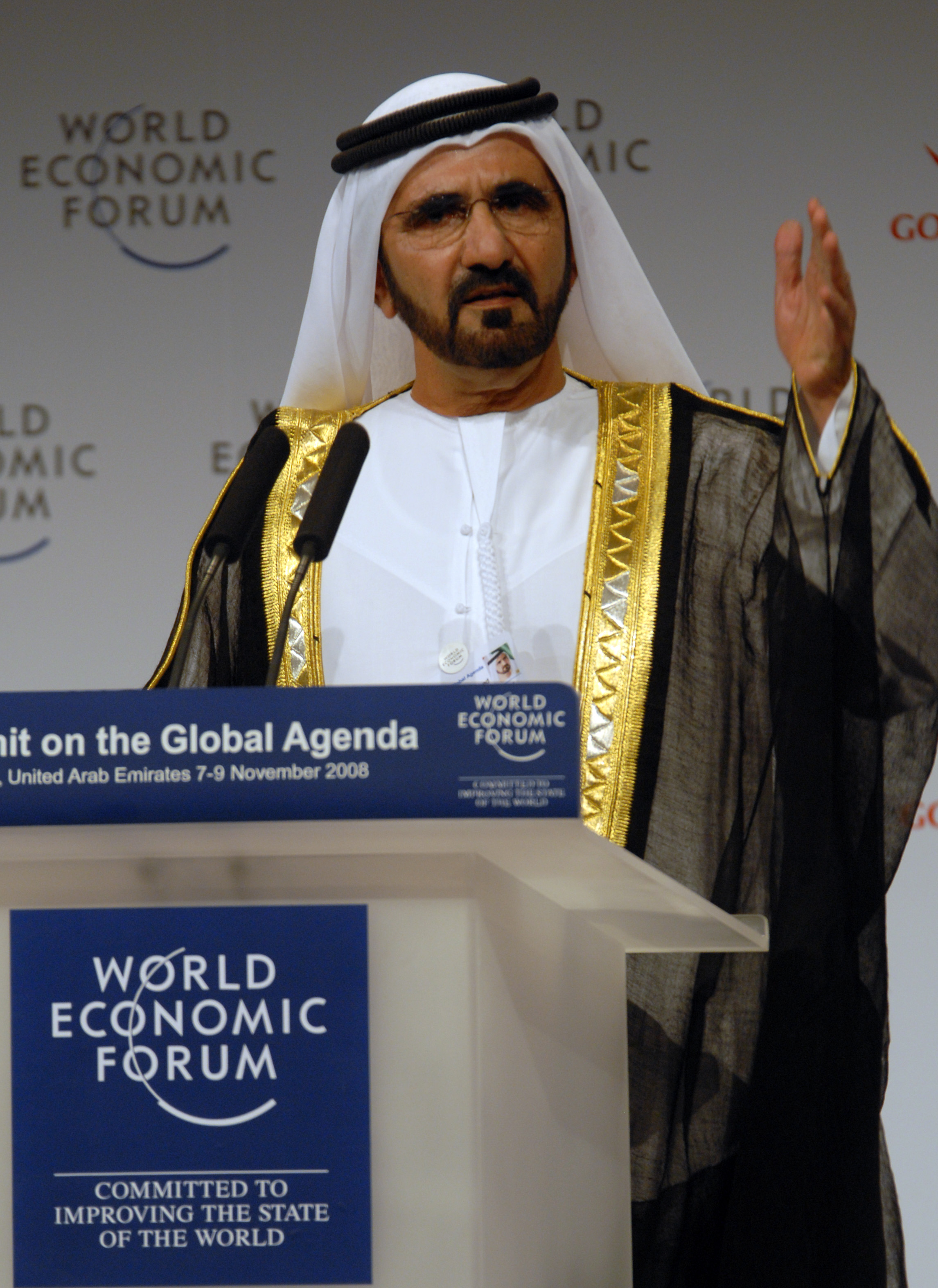
L'Émir de Dubaï Mohammed ben Rachid Al Maktoum, en 2008

La température à Dubaï (émirat) avoisine souvent les 40 °C en été, avec 25 jours de pluie et 3 500 heures de soleil de moyenne par an (climat de Dubaï (émirat)). Les importants besoins de climatisation de la population, sont à l'origine d'une consommation d’électricité par habitant les plus importantes au monde. Alors que la production d’électricité du pays est assurée par des centrales thermiques à combustible fossile (centrale à gaz, centrale à charbon, et projet de centrale nucléaire), l'émirat prévoit de produire horizon 2030, le quart de son électricité par cette centrale solaire.
En 2013 le gouvernement de Dubaï initie ce projet de centrale solaire en plein désert, à 50 km au sud de Dubaï (ville) (capitale de Dubaï (émirat)), avec le soutien de la Dubai Electricity & Water Authority (DEWA) et du Supreme Council of Energy, pour un coût total estimé à 12 milliards €.

## Caractéristiques
La centrale est constituée d'une centrale solaire photovoltaïque (à base de cellule photovoltaïque), et d'une centrale solaire thermodynamique constituée de milliers de miroirs orientables héliostats qui orientent, focalisent, et concentrent la lumière solaire vers une centrale thermique. La lumière concentrée se transforme en chaleur, qui produit de la vapeur et active une turbine à vapeur reliée à un générateur d’énergie électrique. La chaleur (à défaut de la lumière du soleil) pouvant être stockée et assurer une production d’électricité durant la nuit.
La centrale est construite en plusieurs étapes étalées sur une durée de 20 ans :
- 2013 : 13 mégawatt
- 2015 : 100 MW
- 2017 : 200 MW
- 2020 : 800 à 1 000 MW
- 2030 : 5 000 MW / 5 gigawatt

Horizon 2030 la centrale aura une puissance de 5 gigawatt, avec 11 millions de panneaux solaires, du fabricant américain First Solar, surclassant en record de puissance, la ferme solaire Topaz de 550 mégawatt en Californie aux États-Unis (liste des plus grandes centrales électriques au monde).